# Arlene Francis
Arlene Francis (ur. 20 października 1907, zm. 31 maja 2001) – amerykańska aktorka filmowa i telewizyjna.

## Filmografia (wybór)

### Seriale TV
- 1946: Lights Out
- 1949: The Clock
- 1950: Your Show of Show
- 1955: Playwrights '56

### Filmy fabularne
- 1932: Zabójstwa przy Rue Morgue jako Kobieta z ulicy
- 1948: Synowie jako Sue Bayliss
- 1961: Raz, dwa, trzy jako Phyllis McNamara
- 1963: A to historia jako Pani Fraleigh
- 1978: Fedora jako dziennikarka

## Wyróżnienia
Posiada dwie gwiazdy na Hollywoodzkiej Alei Gwiazd.